# Tractus (Gesang)
Tractus ist der älteste psalmodische Gesang der Messe und Teil der nach dem Kirchenjahr wechselnden Stücke, des Propriums.
Der Name „Tractus“ (griech. eirmós), von trahere (‚ziehen‘, ‚schleppen‘), wird seit dem Mittelalter als lat. cantus tractus (‚gezogener Gesang‘) gedeutet. Andere führen das Wort auf die Singweise tractim (lat. in einem Zuge) zurück, weil man ihn ohne Kehrvers singt.
Er ist ein „Psalmengesang ohne Kehrvers“ und wurde „vermutlich im 6. Jahrhundert“ an allen passenden Tagen durch den freudevolleren Hallelujagesang ersetzt, so dass die Tractusgesänge mit entsprechendem ernsteren Charakter nur an den verbleibenden Tagen blieben. Die Choralmelodien der Tractusgesänge stehen in der zweiten oder achten Kirchentonart, also im hypodorischen oder hypomixolydischen Ton.
Der Tractus wird in der Fastenzeit an Stelle des Halleluja gesungen. Die Texte der Tractūs umfassen Motive der Buße und Trauer, aber auch solche der Hoffnung, Zuversicht und Freude.